# Johannes Lahti
Johannes Lahti (Turku, 1952. május 29. – 2017. március 1.) finn tízpróbázó olimpikon.

## Pályafutása
Az 1976-os montréali olimpián 7708 pontot, az 1980-as moszkvai olimpián 7765 pontot ért el és mindkét versenyen a 11. helyen végzett.